# Gare de Tosa-Shirahama
La gare de Tosa-Shirahama (土佐白浜駅, Tosa-Shirahama-eki) est une gare ferroviaire japonaise de la ligne Nakamura, située sur le territoire de la municipalité Kuroshio, dans la préfecture de Kōchi. 
Elle est mise en service en 1970 par la Japanese National Railways.
C'est une halte voyageurs de la Tosa Kuroshio Railway l'exploitant de cette ligne à voie étroite.

## Situation ferroviaire
Établie à 24 mètres d'altitude, la gare de Tosa-Shirahama (TK32) est située au point kilométrique (PK) 24,1 de la ligne Nakamura, entre les gares de Saga-Kōen et d'Ariigawa.

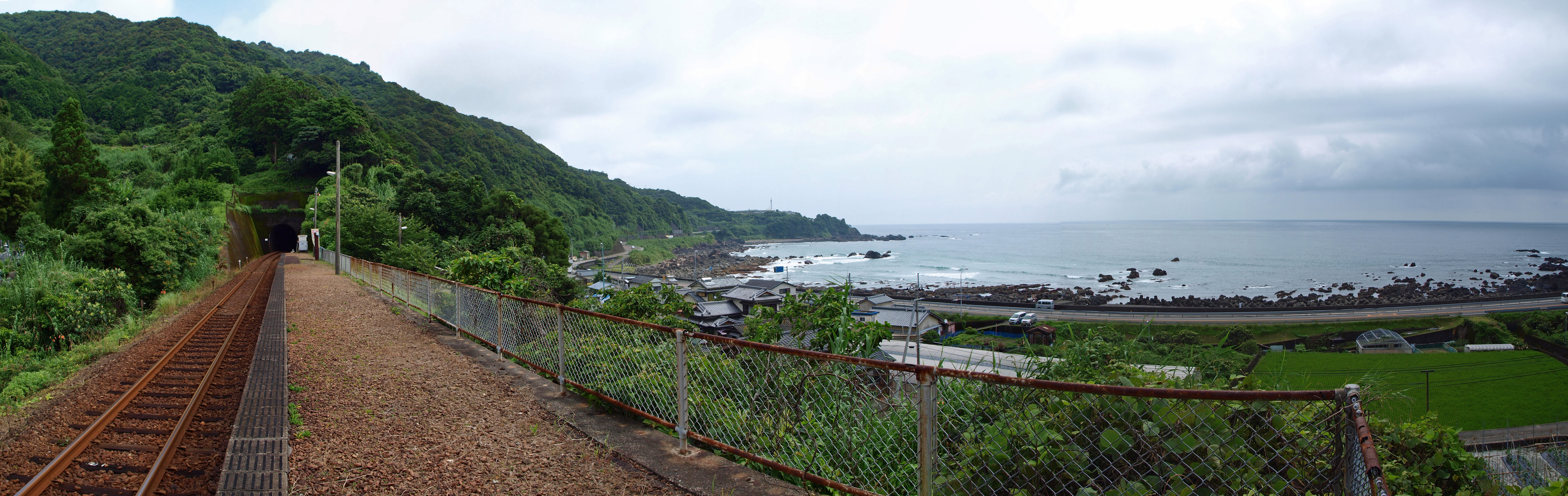
Voie, quai et vue sur l'océan Pacifique.

## Histoire
La gare de Tosa-Shirahama est mise en service le 1er octobre 1970 par la Japanese National Railways, lors de l'ouverture à l'exploitation de la section entre les gares de Tosa-Saga et de Nakamura.
Elle devient, en 1987, une gare de la JR Shikoku lors de la liquidation de la Japanese National Railways et le 1er avril 1988 elle est reprise par la Tosa Kuroshio Railway qui devient l'exploitant du service voyageurs de la ligne.

## Service des voyageurs

### Accueil
Halte voyageurs sans personnel, elle dispose d'un quai latéral desservi par la voie unique.

### Desserte
Tosa-Shirahama est desservie par les trains voyageurs de la Tosa Kuroshio Railway qui parcourent l'ensemble de la ligne.